# ベリロナイト
ベリロナイト(Beryllonite)は、化学式NaBePO4の希少なリン酸塩鉱物である。板状から柱状の単斜晶系結晶で、色は無色から白色、淡黄色であり、透明でガラス状光沢を持つ。双晶が一般的だが、様々な形態で産出する。モース硬度は5.5から6で、比重は2.8である。屈折率は、nα = 1.552、nβ = 1.558、nγ = 1.561である。ファセット・カットされることもあるが、屈折率は石英よりも低いため、鮮やかな宝石にはならない。
花崗岩及びアルカリ性ペグマタイトの中で、ベリリウムの二次鉱物として発生する。メイン州オックスフォード郡ストーンハムの花崗岩鉱脈から発生した錯体結晶の破片として、最初に記載された。ここでは、長石、スモーキークォーツ、緑柱石、コルンブ石と共生している。1888年にジェームズ・デーナが発見し、ベリリウムを含有していることから命名された。